# Gatto dell'Isola di Man
Il gatto dell'Isola di Man (anche noto in inglese come Manx e in mannese come Kayt Manninagh o Stubbin) è una razza felina caratterizzata da una mutazione della colonna vertebrale a seguito della quale gli esemplari mancano totalmente o in parte della coda.
Rispetto ad altre razze di gatto, quello di Man presenta zampe posteriori più lunghe di quelle anteriori.
Presenta due varietà, una a pelo lungo e una a pelo corto.

## Origini
La razza si è originata probabilmente durante il XVIII secolo sull'Isola di Man. Si pensa sia dovuto ad una mutazione casuale che, a causa dell'isolamento dell'isola, ha permesso, a causa del cosiddetto "effetto del fondatore", la diffusione prevalente di questa razza felina.

### Leggenda

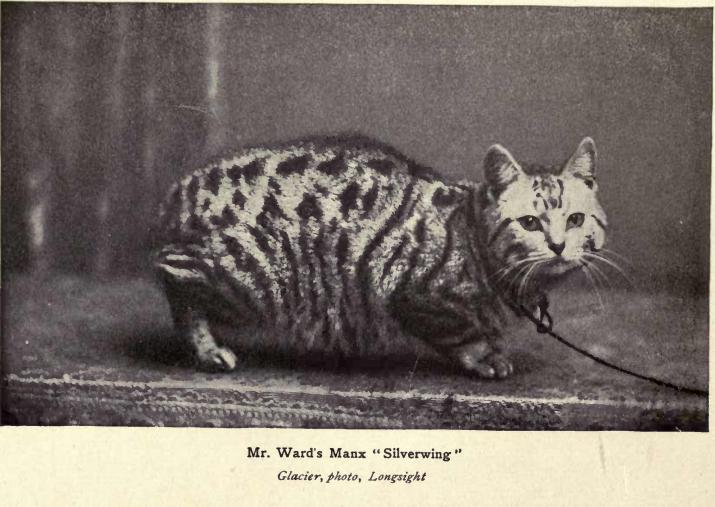
Un gatto di Man in una fotografia di inizio '900

Secondo una leggenda il Manx è uno degli animali salvati da Noè dal Diluvio universale. Questo gatto si trovava, a bordo, vicino alla porta della nave e questa, mentre si chiudeva, tagliò di netto la coda del micio. Altre leggende vogliono che la coda del Manx fu strappata con un morso da un cane indiavolato o ancora che i guerrieri barbari dell'Isola di Man avessero l'abitudine di tagliare le code dei loro gatti quando vincevano una battaglia per decorare gli elmi.